# Echidna rhodochilus
Echidna rhodochilus es una especie de pez de la familia de los morénidas en el orden de los Anguilliformes.

## Morfología
Los machos pueden llegar a alcanzar los 33,8 cm de longitud total.

## Distribución geográfica
Se encuentran en Indonesia y Filipinas.